# Karol Danielak
Karol Danielak (Jarocin, 1991. szeptember 29. –) lengyel labdarúgó, a Wieczysta Kraków középpályása.

## Pályafutása
Danielak a lengyelországi Jarocin városában született. Az ifjúsági pályafutását a helyi Jarota Jarocin akadémiájánál kezdte.
2009-ben mutatkozott be a Jarota Jarocin felnőtt keretében. 2014-ben a Chrobry Głogów, majd 2015-ben a Pogoń Szczecin szerződtette. A 2015–16-os szezon második felében a Zawisza Bydgoszcz csapatát erősítette kölcsönben. 2016-ban visszatért a Chrobry Głogówhoz. 2018 és 2021 között a Arka Gdynia és Podbeskidzie klubjainál szerepelt. 2021. július 2-án kétéves szerződést kötött a másodosztályú Widzew Łódź együttesével. 2021. augusztus 1-jén, a Sandecja Nowy Sącz ellen 3–0-ra megnyert bajnokin debütált és egyben meg is szerezte első gólját a klub színeiben. A 2021–22-es idényben feljutottak az első osztályba. 2022. december 20-án a Wieczysta Krakówhoz írt alá.

## Statisztikák
2022. november 6. szerint
| Klub                           | Szezon   | Osztály     | Bajnokság | Bajnokság | Kupa és Ligakupa | Kupa és Ligakupa | Nemzetközi | Nemzetközi | Összesen | Összesen |
| Klub                           | Szezon   | Osztály     | Meccs     | Gól       | Meccs            | Gól              | Meccs      | Gól        | Meccs    | Gól      |
| ------------------------------ | -------- | ----------- | --------- | --------- | ---------------- | ---------------- | ---------- | ---------- | -------- | -------- |
| Pogoń Szczecin                 | 2014–15  | Ekstraklasa | 11        | 0         | 0                | 0                | —          | —          | 11       | 0        |
| Pogoń Szczecin                 | 2015–16  | Ekstraklasa | 10        | 0         | 0                | 0                | —          | —          | 10       | 0        |
| Pogoń Szczecin                 | Összesen | Összesen    | 21        | 0         | 0                | 0                | 0          | 0          | 21       | 0        |
| Zawisza Bydgoszcz (kölcsönben) | 2015–16  | I Liga      | 7         | 0         | 2                | 1                | —          | —          | 9        | 1        |
| Chrobry Głogów                 | 2016–17  | I Liga      | 26        | 3         | 0                | 0                | —          | —          | 26       | 3        |
| Chrobry Głogów                 | 2017–18  | I Liga      | 33        | 3         | 4                | 0                | —          | —          | 37       | 3        |
| Chrobry Głogów                 | Összesen | Összesen    | 59        | 6         | 4                | 0                | 0          | 0          | 63       | 6        |
| Arka Gdynia                    | 2018–19  | Ekstraklasa | 4         | 0         | 2                | 0                | —          | —          | 6        | 0        |
| Podbeskidzie                   | 2019–20  | I Liga      | 33        | 12        | 0                | 0                | —          | —          | 33       | 12       |
| Podbeskidzie                   | 2020–21  | Ekstraklasa | 26        | 1         | 1                | 1                | —          | —          | 27       | 2        |
| Podbeskidzie                   | Összesen | Összesen    | 59        | 13        | 1                | 1                | 0          | 0          | 60       | 14       |
| Widzew Łódź                    | 2021–22  | I Liga      | 33        | 4         | 2                | 0                | —          | —          | 35       | 4        |
| Widzew Łódź                    | 2022–23  | Ekstraklasa | 14        | 1         | 1                | 0                | —          | —          | 15       | 1        |
| Widzew Łódź                    | Összesen | Összesen    | 47        | 5         | 3                | 0                | 0          | 0          | 50       | 5        |
| Összesen                       | Összesen | Összesen    | 197       | 24        | 12               | 2                | 0          | 0          | 209      | 26       |

## Sikerei, díjai
Arka Gdynia
- Lengyel Szuperkupa
  - Győztes (1): 2018

Podbeskidzie
- I Liga
  - Feljutó (1): 2019–20

Widzew Łódź
- I Liga
  - Feljutó (1): 2021–22